# With You (THE BACK HORNの曲)
「With You」（ウィズ ユー）は、2016年10月19日に発売されたTHE BACK HORNの24枚目のシングル。

## 概要
表題曲「With You」はプロデューサーに亀田誠治を迎えて制作されたナンバーで、ピアノやストリングスの音を取り入れたバラード。バンドが楽曲制作にプロデューサーを迎えるのは2004年のシングル「夢の花」の土屋昌巳以来、12年ぶりのこと。ストリングスと鍵盤楽器のアレンジは完全に亀田主導で行われ、最終ジャッジも亀田に委ねられた結果、かなり亀田寄りのサウンドになっている。カップリングには新曲「言葉にできなくて」と2015年4月に東京・渋谷公会堂で開催されたワンマンライブより「世界中に花束を」のライブ音源が収録される。
「With You」にはミュージック・ビデオが制作され、山口保幸が監督を務めている。
本作は初回限定盤と通常盤の2形態が用意され、初回限定盤には「世界中に花束を」のライブ音源と同日の渋谷公会堂公演より「光の結晶」「涙がこぼれたら」「泣いている人」などを含む全6曲のライブ映像を収めたDVDが付属する。

## 収録曲

### CD
| #  | タイトル                                | 作詞・作曲    | 時間 |
| -- | --------------------------------------- | ------------- | ---- |
| 1. | 「With You」                            | 菅波栄純      | 4:34 |
| 2. | 「言葉にできなくて」                    | 菅波栄純      | 3:50 |
| 3. | 「世界中に花束を (Live at 渋谷公会堂)」 | THE BACK HORN | 6:32 |

### DVD（初回限定盤のみ）
| #  | タイトル                                                                               | 作詞 | 作曲・編曲 | 時間 |
| -- | -------------------------------------------------------------------------------------- | ---- | ---------- | ---- |
| 1. | 「オープニング-朝靄の羅針盤- (Live SE 「KYO-MEI SPECIAL LIVE」 〜人間楽団大幻想会〜)」 |      |            | 3:10 |
| 2. | 「航海」                                                                               |      |            | 6:10 |
| 3. | 「光の結晶」                                                                           |      |            | 5:27 |
| 4. | 「涙がこぼれたら」                                                                     |      |            | 5:05 |
| 5. | 「泣いている人」                                                                       |      |            | 8:01 |
| 6. | 「美しい名前」                                                                         |      |            | 5:44 |
| 7. | 「戦う君よ」                                                                           |      |            | 4:13 |